# Olcay Demir
Olcay Demir (* 9. März 1985 in Istanbul) ist ein türkischer Fußballtrainer.

## Sportlicher Werdegang
Demir arbeitete ab 2016 als Jugendtrainer bei Istanbulspor, ehe er Anfang 2019 unter Fatih Tekke als Athletiktrainer ins Funktionsteam für die in der TFF 1. Lig antretende Wettkampfmannschaft aufrückte. Auch unter Tekkes Nachfolger Tamer Avci war er noch bis Ende der Spielzeit 2019/20 tätig. Nach Tekkes Rückkehr 2020 war er erneut Athletiktrainer und folgte ihm nach der erneuten Trennung 2021 zu Bursaspor sowie später im gleichen Jahr zu Denizlispor, wo sie im Januar 2022 gehen mussten.
Im Herbst 2022 übernahm Tekke erneut den Trainerposten beim zwischenzeitlich in die Süper Lig aufgestiegenen Istanbulspor. Zunächst als Videoanalyst und später Assistenztrainer arbeitete Demir ihm zu. Ende September 2023 wurde Tekke abermals entlassen, Demir rückte interimistisch während der Suche nach einem neuen Cheftrainer nach. Dreimal stand er in der Spielzeit 2023/24 an der Seitenlinie, die Duelle gegen Galatasaray Istanbul, Antalyaspor und Beşiktaş Istanbul gingen allesamt verloren. Während der Länderspielpause Mitte Oktober verpflichtete der Klub mit dem Schweizer Hakan Yakin einen neuen Cheftrainer.